# Libertad kommun, Argentina
Departamento de Libertad är en kommun i Argentina.   Den ligger i provinsen Chaco, i den nordöstra delen av landet, 800 km norr om huvudstaden Buenos Aires. Antalet invånare är 10 822. Arean är 1,1 kvadratkilometer.
Terrängen i Departamento de Libertad är mycket platt.
I omgivningarna runt Departamento de Libertad växer huvudsakligen savannskog. Runt Departamento de Libertad är det glesbefolkat, med 12 invånare per kvadratkilometer.